# 名護市における米軍のヘリポート基地建設の是非を問う市民投票
名護市における米軍のヘリポート基地建設の是非を問う市民投票（なごしにおけるべいぐんのへりぽうときちけんせつのぜひをとうしみんとうひょう）は、普天間飛行場返還に伴って沖縄県名護市沖合に海上ヘリポートを建設する計画の是非を問うため、1997年12月21日に実施された住民投票である。4つの選択肢が示され、「反対」「環境対策や経済効果が期待できないので反対」合計54%で、「賛成」「環境対策や経済効果が期待できるので賛成」合計46%を上回った。

## 条例制定
1997年9月16日、有権者数の半数近い17,539人の署名を添えて条例制定請求。10月2日、名護市議会で条例案を可決。10月6日、「名護市における米軍のヘリポート基地建設の是非を問う市民投票に関する条例」公布。

## 結果

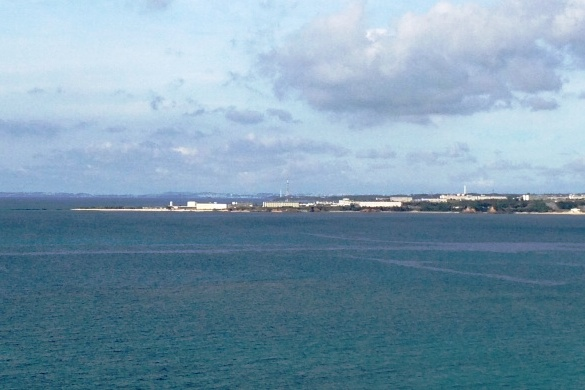
海上ヘリポート建設候補地キャンプ・シュワブ沖合、2013年撮影。

有権者数38,177人、投票総数31,477票、投票率82.45%。
- 「賛成」2,562票
- 「環境対策や経済効果が期待できるので賛成」11,705票
- 「反対」16,254票
- 「環境対策や経済効果が期待できないので反対」385票
- 無効　565票